# 皮卡爾灣
64°45′S 62°19′W / 64.750°S 62.317°W
皮卡爾灣是南極洲的海灣，位於葛拉漢地的丹科海岸，西北面是奧尼爾角、東北面是索菲崖，是威爾米納灣南部，由比利時探險隊繪入地圖，以瑞士物理學家命名。